# فراتصفیه

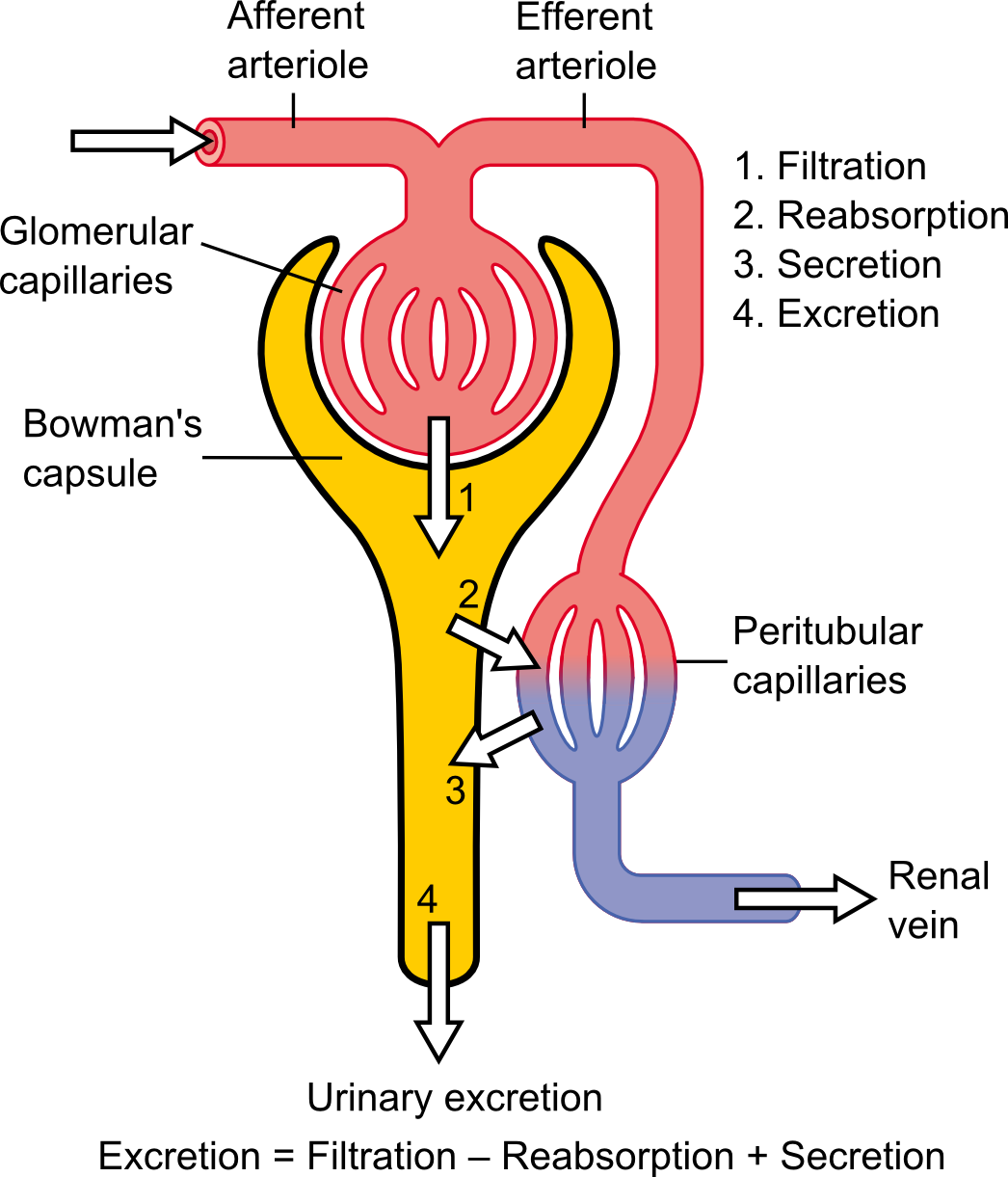
نگاره نشان دهندهٔ ساختار و کارکردهای کلیه به شکل ساده‌ای است. (به انگلیسی)

فراتصفیه یا فراپالایش در فاصلهٔ حائلی میان جسمک کلیوی (به انگلیسی: Renal corpuscle) و کپسول بومن به نام صافی (فیلتریت) در کلیه رخ می‌دهد. کپسول بومن حاوی شبکه مویرگی متراکمی به نام کلافک است. جریان خون به این مویرگ‌ها از طریق سرخرگ‌چه آوران برقرار می‌شود و از طریق سرخرگ‌چه وابران از این مویرگ‌ها خارج می‌شود.
فشار خون در سرخرگ‌چه وابران بالاتر از فشار خون در سرخرگ‌چه آوران می‌باشد به این دلیل که سرخرگ‌چه وابران دارای قطر کوچکتری از سرخرگ‌چه آوران است.. نیروی هیدرواستاتیک مولکولهای کوچک مانند آب، گلوکز، اسیدهای آمینه، کلرید سدیم و اوره را از خون موجود در در کلافک و در سراسر غشای پایهٔ کپسول بومن و از طریق فیلتریت (صافی) به نفرون‌ها وارد می‌کند. این فرایند فراتصفیه نامیده می شودو مایع تصفیه شده، مایع تصفیه شدهٔ کلافک نامیده می‌شود.
فرایند فراتصفیه همچنین در همودیالیز برای تمیز کردن خون در حالی که ترکیبات آن دست نخورده باقی می‌ماند استفاده می‌شود.

## فشار مؤثر
فشار موجود در کلافک ۱۰ کیلو پاسکال است. فشار موجود در کلافک توسط فشار اسمزی (۳۰ میلیمتر جیوه، ۴٫۰ کیلو پاسکال) و فشار هیدرواستاتیک (۲۰ میلیمتر جیوه، ۲٫۷ کیلو پاسکال) که در اثر وجود املاح در فضای کپسولی پدید می‌آید دفع می‌شود که منجر به ایجاد اختلاف فشار می‌شود. این اختلاف فشار در صافی (فیلتریت) فشار مؤثر (۲۵ میلیمتر جیوه، ۳٫۳ کیلو پاسکال) نام دارد.

## نفوذپذیری انتخابی
ساختار لایه کلافک (گلومرول) نفوذپذیری در سطح این لایه‌ها را تعیین می‌کند که به این نوع نفوذپذیری، انتخابی می‌گویند.  به عنوان مثال، یون‌های کوچک مانند سدیم و پتاسیم آزادانه از لایه کلافک عبور می‌کنند، در حالی که پروتئین‌های پلاسمایی بزرگتر، مانند هموگلوبین، آلبومین و هموگلوبین عملاً نفوذ پذیری ندارند.

## فراتصفیه آهسته مداوم
فراتصفیه آهسته مداوم (به انگلیسی:  (Slow Continuous Ultrafiltration (SCUF) روش مصنوعی است که نوعی درمان مداوم جایگزینی کلیوی (به انگلیسی:  (continuous renal replacement therapy (CRRT) است. این روش درمانی برای خارج کردن مایع اضافی از بدن  بیماران مبتلا به نارسایی حاد کلیه استفاده می‌شود، طی این روش بیش از ۲ لیتر در ساعت از مایع برداشته می‌شود و خون باقی‌مانده به بدن بیمار بازمی گردد. در فراتصفیه آهسته مداوم بر خلاف همودیالیز هیچ مایع دیالیز یا مایعات جایگزینی استفاده نمی‌شوند.